# Barry Letts
Barry Leopold Letts (26 de marzo de 1925 – 9 de octubre de 2009) fue un actor, director, guionista y productor televisivo de nacionalidad británica, conocido principalmente por su trabajo en la serie de la BBC de ciencia ficción Doctor Who, y por la producción de los seriales dramáticos de la misma cadena Sunday Classic a finales de la década de 1970 e inicios de la de 1980.  Su asociación con Doctor Who duró muchos años, con un trabajo directo en la serie entre 1967 y 1981, y con posteriores contribuciones a los spin-offs en otros medios. 

## Primeros años
Nacido en Leicester, Inglaterra, Letts fue ayudante del director del Teatro Royal siendo adolescente, trabajo que desarrolló a tiempo completo al terminar sus estudios. Tras su servicio como subteniente en la Royal Navy durante la Segunda Guerra Mundial, empezó a trabajar como actor de repertorio. Más adelante hizo uno de los primeros personajes en el filme dirigido por Terence Fisher To the Public Danger. También actuó, como actor de reparto, en la muy estimada producción de los Estudios Ealing Scott of the Antarctic (1948).
A partir de 1950 actuó en varias producciones televisivas, entre ellas Los vengadores y un drama, Gunpowder Guy, en el cual el futuro actor de Doctor Who Patrick Troughton interpretaba a Guy Fawkes, encarnando Letts a un conspirador. También fue el Coronel Herncastle en la adaptación televisiva de 1959 de la novela de Wilkie Collins La piedra lunar.
Gran parte de su trabajo televisivo fue para la BBC, y Letts dejó la interpretación tras completar su formación como director en 1967. Entre sus primeros trabajos de dirección figuran episodios de la serie policiaca Z-Cars y del serial The Newcomers.

## Doctor Who
El primer trabajo de Letts con Doctor Who llegó en 1967, cuando dirigió el serial de Patrick Troughton The Enemy of the World. En esta producción Troughton interpretaba al Doctor y al dictador mexicano "Salamander" en la misma historia y a veces en las mismas escenas, una rara dificultad para un director de la década de 1960.
En 1969 llegó a ser el productor del show, sucediendo a Derrick Sherwin. Jon Pertwee acababa de ser escogido para interpretar al Doctor. La primera historia de Letts como productor fue la segunda de Pertwee, Doctor Who and the Silurians, produciendo el resto de los episodios en los que trabajó Pertwee, y siendo el padre de la atmósfera 'familiar' que presentaba la serie en esa época. Fue una época excitante para Doctor Who, empezando a emitir episodios en color y con un mejor presupuesto que permitía rodar más escenas de acción y un mayor número de localizaciones. Letts también supervisó las celebraciones que tuvieron lugar en 1973 con motivo del décimo aniversario del programa.
Cuando se le ofreció la oportunidad de ser productor de la serie, Letts pidió permiso para dirigir algunas de las historias. La BBC estuvo de acuerdo y Letts dirigió varios episodios de Doctor Who durante su período como productor: Terror of the Autons, Carnival of Monsters, Planet of the Spiders y escenas de estudio de Inferno, sustituyendo a Douglas Camfield, que se encontraba enfermo. En 1975 dirigió The Android Invasion, en una época en la que Philip Hinchcliffe fue productor del programa.
Barry Letts formó una particular asociación cono otros dos colaboradores del programa: Terrance Dicks, que era editor de guiones en esos años, y Robert Sloman, con quien escribió cuatro episodios de la era Pertwee: The Dæmons, The Time Monster, The Green Death, y Planet of the Spiders. 
Todavía era productor cuando Tom Baker fue elegido como el Cuarto Doctor. Letts le eligió tras ser recomendado por Bill Slater, un experimentado director y Jefe de Seriales de la BBC. Tras una historia con Baker, Robot, Letts dejó el puesto de productor en 1974, habiendo sido para entonces el productor del show que había permanecido más tiempo en el cargo. 
En 1980 - 1981, volvió como productor ejecutivo, acompañando a John Nathan-Turner, que era el productor. Fue durante una temporada, transcurrida entre el episodio The Leisure Hive y el último interpretado por Tom Baker, Logopolis. La vuelta de Letts al show se debió a que Nathan-Turner no había sido anteriormente productor, y una reestructuración del Departamento Dramático de la BBC impedía que el Jefe de Series y Seriales Graeme MacDonald ofreciera el apoyo que recibían los anteriores productores. Cuando el programa volvió en 2005, Letts se involucró en la frenética serie de entrevistas de promoción del show, llegando a intervener en el programa The Daily Politics, con Andrew Neill, en la BBC Two.
Barry Letts también escribió dos guiones para dos programas radiofónicos emitidos en la década de 1990: The Paradise of Death y The Ghosts of N-Space. Así mismo, escribió la adaptación a novela de la historia televisiva The Dæmons (1974) y de los dos programas de radio anteriores (1994 y 1995). También escribió dos novelas originales de Doctor Who publicadas por BBC Books: Deadly Reunion (escrita en colaboración con Terrance Dicks, 2003) y Island of Death (2005).
El trabajo de Letts en el show está principalmente asociado al personaje del Tercer Doctor, interpretado por Jon Pertwee. Con las excepciones de The Enemy of the World, Robot, The Android Invasion y su temporada como productor ejecutivo en 1980 - 1981, cada historia de Doctor Who en la que Letts trabajó se relacionaba con esa versión del personaje.

## Trabajo posterior y vida personal
Además de Doctor Who, Letts trabajó en otros proyectos, entre ellos Moonbase 3, con Terrance Dicks.  
Tras Doctor Who se dedicó a la dirección y a la producción para la BBC. Así, dirigió numerosas series antes de afirmarse como productor del show de la BBC "Sunday Classic". En este espacio supervisó un total de 25 seriales a lo largo de 8 años, entre ellos Nicholas Nickleby, Great Expectations, A Tale of Two Cities, The Hound of the Baskervilles (con Tom Baker), The Invisible Man, Pinocchio, Gulliver in Lilliput, Alice in Wonderland, Lorna Doone, Little Lord Fauntleroy, The Children of the New Forest, varias otras obras de Charles Dickens y Beau Geste. También produjo para la BBC Sense and Sensibility, y su producción de Jane Eyre protagonizada por Timothy Dalton y Zelah Clarke fue nominada a un Premio BAFTA.
Más adelante dirigió David Copperfield para la BBC y la soap opera EastEnders desde 1990 a 1992.  
Como actor hizo un pequeño cameo en el filme Exodus, emitido por Channel 4.
En noviembre de 2009 se publicó su autobiografía, Who and Me, editada en un libro hablado en formato CD. 
Letts, que llevaba varios años sufriendo un cáncer, falleció en 2009. Su esposa, Muriel, había fallecido a principios de ese mismo año. El episodio especial de Doctor Who titulado Las aguas de Marte, penúltimo capítulo de David Tennant emitido el 15 de noviembre de 2009, fue dedicado en los créditos a su memoria. A Letts le sobrevivieron sus tres hijos: Dominic, Crispin y Joanna. Dominic y Crispin se han dedicado a la interpretación.